# Karl-Heinz Schmäke
Karl-Heinz Schmäke (* 27. März 1944 in Düsseldorf) ist ein deutscher Kunstgießer und ehemaliger Hochschullehrer.

## Leben

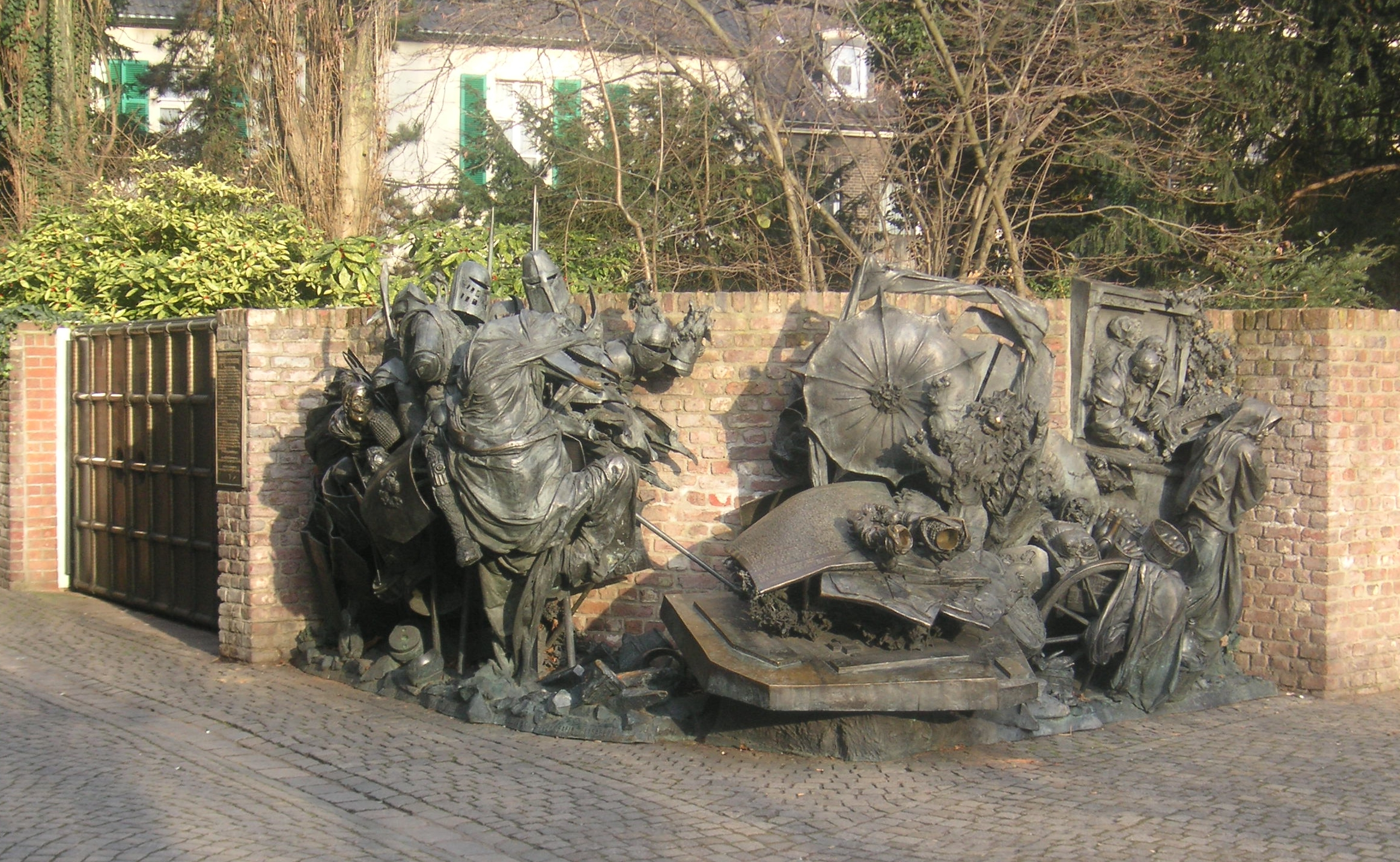
Stadterhebungsmonument von Bert Gerresheim in Düsseldorf, handwerklich umgesetzt von Karl-Heinz Schmäke

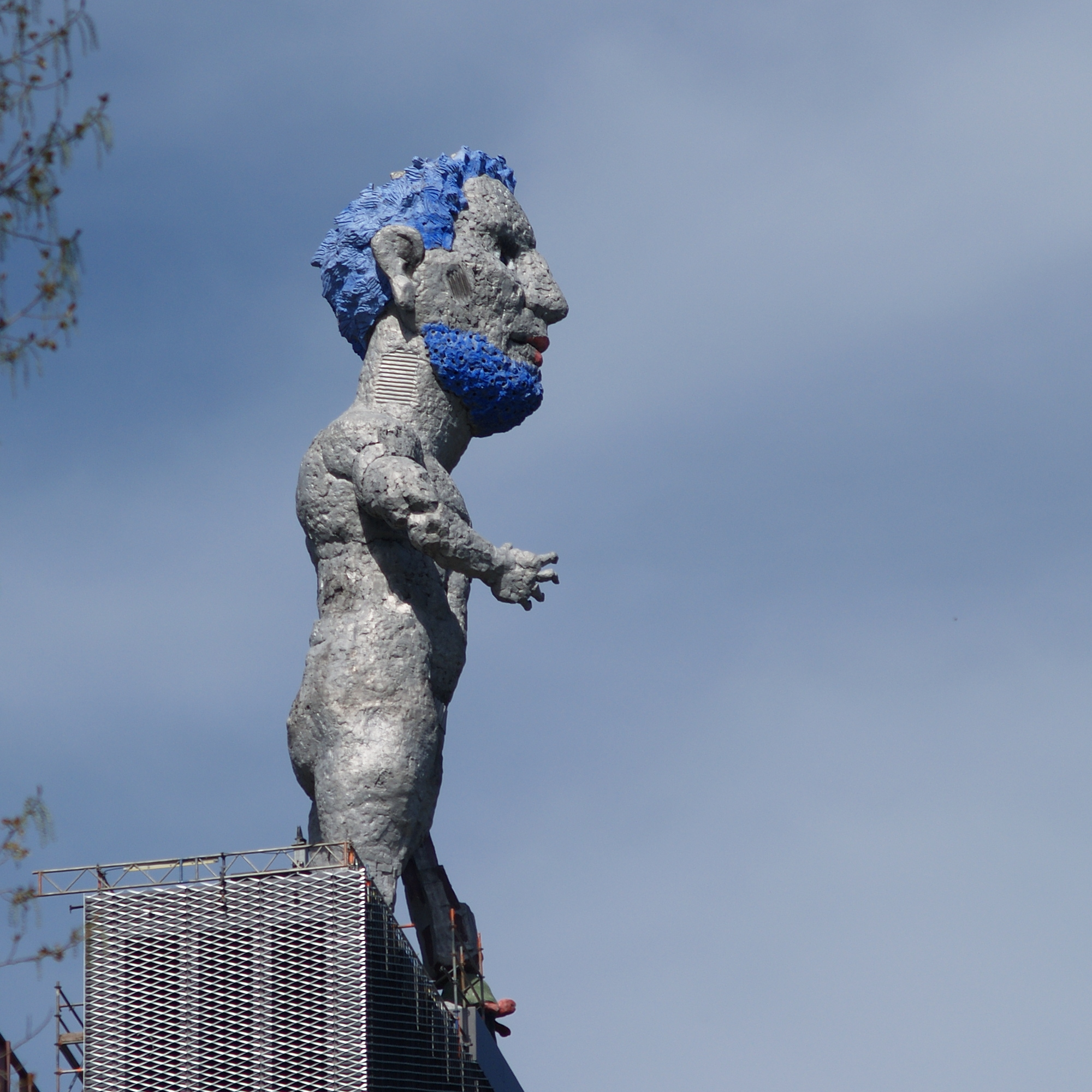
Zeche Nordstern, Gelsenkirchen, Förderturm von Schacht 2 mit Herkules von Markus Lüpertz, Aluminium-Guss von Karl-Heinz Schmäke

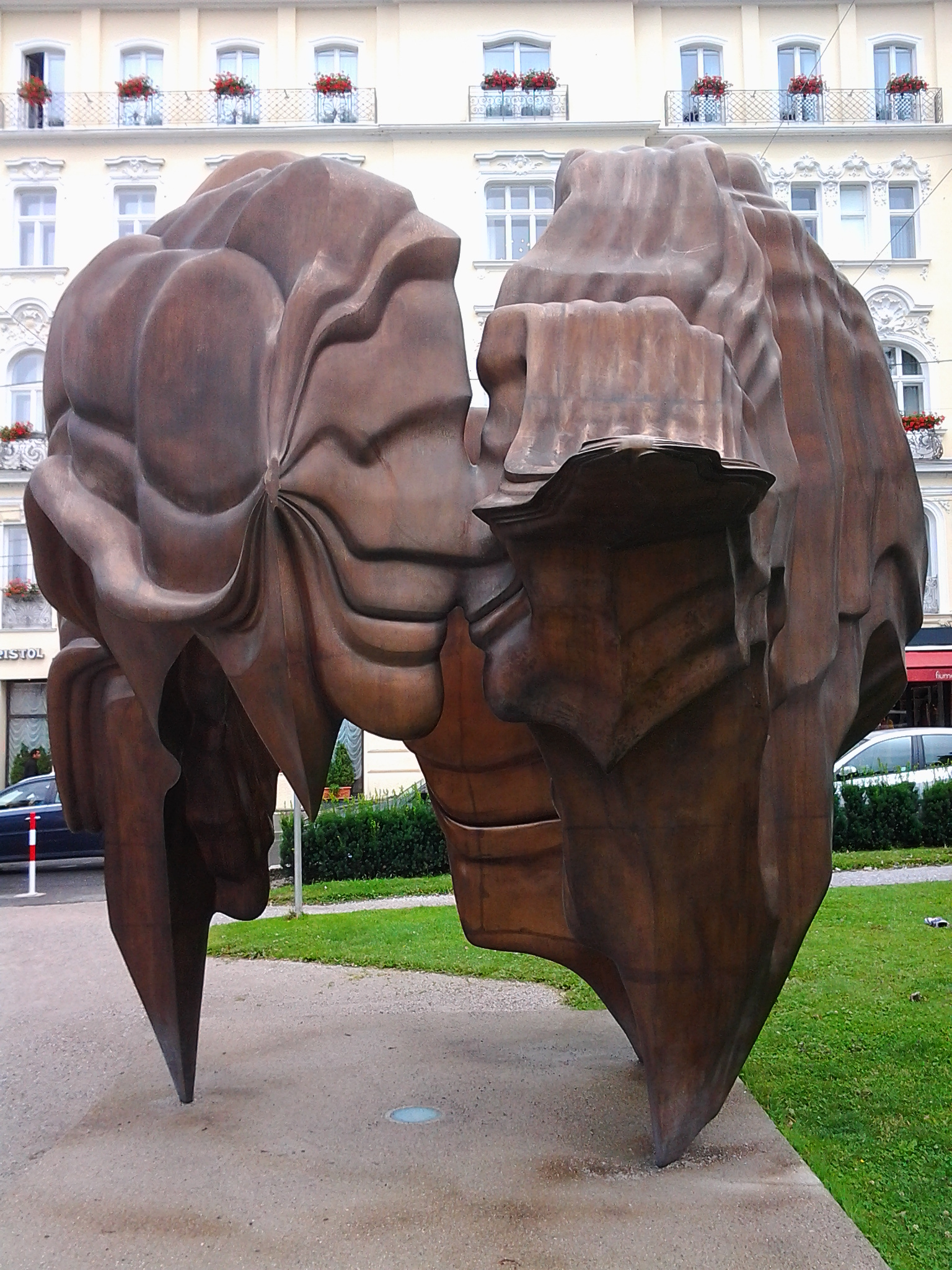
Caldera von Tony Cragg in Salzburg, Guss von Karl-Heinz Schmäke

Karl-Heinz Schmäke leitete in dritter Generation die in Düsseldorf-Oberbilk ansässige Herbert Schmäke Kunstgießerei. Das Unternehmen wurde 1926 von seinem Großvater Gustav Schmäke gegründet und später von seinem Vater Herbert Schmäke weitergeführt. Heute wird die Kunstgießerei in fünfter Generation von Dominik und Gillian Schmäke geleitet, die zu den jüngsten Meistern Deutschlands zählen.
Die Gießerei setzte Arbeiten zahlreicher Bildhauer handwerklich um. Unter der Leitung von Karl-Heinz Schmäke waren darunter Künstler wie Juan Muñoz, Tony Cragg (unter anderem Caldera), Karl-Henning Seemann (Auseinandersetzung) Bert Gerresheim (Stadterhebungsmonument, 1988; Heine-Büste; „Mutter“-Ey-Skulptur), Per Kirkeby, Markus Lüpertz (Herkules von Gelsenkirchen, Uranus), Günther Uecker (Goldener Nagel vor dem Kö-Bogen), Eva Hild und A.R. Penck.
Schmäke lehrte von 1999 bis 2012 als Dozent an der Kunstakademie Düsseldorf.

## Familie
Karl-Heinz Schmäke ist verheiratet mit seiner Ehefrau Hannelore. Aus dieser Verbindung gingen zwei Töchter hervor.

## Soziales Engagement
Seit 2013 engagiert sich Karl-Heinz Schmäke bei der jährlichen Vergabe der Unicef-Herzen, sowie bei der Auszeichnung „Helfende Hände“. Er gestaltet und gießt diese in seinem Unternehmen in Bronze, sowie überreicht diese besondere Auszeichnung im Namen von Unicef.
2014 wurde in Kleve vor der Stift- und Propsteikirche St. Mariä Himmelfahrtdas Karl Leisner Denkmal aufgestellt. Schmäke sorgte für die Verbindung zum Künstler Bert Gerresheim, goss dieses und half bei der Spendensammlung.
2015 unterstützte er das Unicef-Projekt „Nothilfe Nepal“ die Hilfsaktionen des Kölner Vereins „wir helfen“ und zeigte Präsenz auf den zugehörigen Galen.
2017 wurde der Platz zu Ehren der Galeristin Mutter EY eingeweiht. Neben der Erstellung eines gleichnamigen Platzes war Schmäke, welcher zu der verantwortlichen Tischgemeinschaft von den Düsseldorfer Jonges gehört, für die Erstellung des Denkmales von Bert Gerresheim verantwortlich.
2018 hat er auch die Kindertafel in Düsseldorf, das Diakonie-Projekt „Museum im Quartier“ und den Freundeskreis des Stadtmuseums unterstützt, indem der Eintritt seiner Ausstellung „Berühren und Studieren“ ohne Abzüge gespendet wurden.
2021 nahm Karl-Heinz Schmäke an der Unicef-Aktion „Ein Platz für jedes Kind“ neben 17 weiteren Künstlern teil. Für das Kinderhilfswerk gestaltete er einen Bonze-Schemel, welcher 51 Kilo wiegt und als einzige Ehrengabe übergeben wurde. Zuvor wurde das Werk im Düsseldorf (Andreasquartier, Sparkasse), in Neuss und in Köln ausgestellt.
2022 erschien Schmäke als aktiver Spender bei der Spendengala für notleidende Kriegskinder in der Ukraine.
Im gleichen Jahr wurde das Robert Schumann Denkmal „A danse A deaux“ von Markus Lüpertz Düsseldorf aufgestellt, wo Karl-Heinz Schmäke für die schenkungsbegünstigte Arbeit zuständig war.

## Auszeichnungen
- Preis der Düsseldorfer Jonges für bildende Künstler, 2007.[30]
- Silberne Ehrennadel für seine Dienste bei den Düsseldorfer Jonges, Düsseldorf 2010[31]
- Ehrenprofessur der Kunstakademie Düsseldorf, 2010.[7]
- Kammersieger des Leistungswettbewerbs des deutschen Handwerks 2014[32]
- Goldener Meisterbrief als Metallformer- und Metallgießermeister zum 50-Jährigen Meisterjubiläum Düsseldorf, 2016[33]
- Goldene Ehrennadel für die Verdienste im Heimatverein Düsseldorfer Jonges Düsseldorf, 2018[34]
- Ernennung zum Senator der DKR Weissfräcke, Düsseldorf 2023[35]
- Verleihung der Heine-Büste des Heinrich-Heine-Kreises[36]

## Veröffentlichungen
- mit Heiner Koch und Heinrich Janssen: Mensch Gottes. Hommage an Bert Gerresheim. Kuehlen Verlag, 2012, ISBN 978-3-87448-360-5.

## Sonstiges
- Schmäke ist Gründungsmitglied des Freundeskreises Große Karnevalsgesellschaft 1890 Düsseldorf.[37]
- Schmäke ist aktives Mitglied im Heimatverein Düsseldorfer Jonges.[38]
- Im Zusammenhang mit Geschäften des früheren Kunstberaters Helge Achenbach mit der Albrecht-Familie sagte Schmäke 2017 in einem Gerichtsprozess aus.[39]
- 2018 eigene Ausstellung „Berühren und Studieren“[40]
- Anfertigung des Goldenen Lackschuhs, eines als Förderpreis der Senatoren der Weissfräcke von der Düsseldorfer Karnevalsgesellschaft Weissfräcke seit 2010 jährlich verliehenen Preises[41][42]